# Cittanova
Cittanova község (comune) Calabria régiójában, Reggio Calabria megyében.

## Fekvése
A megye központi részén fekszik, a Gioia Tauro-i síkságon. Határai: Antonimina, Canolo, Ciminà, Gerace, Melicucco, Molochio, Polistena, Rizziconi, Rosarno, San Giorgio Morgeto és Taurianova.

## Története
A települést a 17. században alapították a földrengésben elpusztult Cortaladi falu lakói Girolamo Grimaldi, Gerace hercege jóvoltából. Korabeli épületeinek nagy része az 1783-as calabriai földrengésben elpusztult. A 19. században nyerte el önállóságát, amikor a Nápolyi Királyságban felszámolták a feudalizmust. Nevét 1852-ben kapta, addig Casalnuovo néven volt ismert. 

## Népessége
A népesség számának alakulása:

## Főbb látnivalói
- Palazzo Tarsitani
- Palazzo Scionti
- Palazzo Palmisani-Gentile
- Palazzo Adornato
- Maria SS. del Rosario-templom
- SS. Cosma e Damiano-templom
- Madonna della Catena-templom
- San Rocco-templom
- San Giuseppe-templom
- Sacra Famiglia-templom